# World Record
World Record ist das siebte Studioalbum der britischen Progressive-Rock-Band Van der Graaf Generator, das 1976 bei Charisma Records erschien. Für die Wiederveröffentlichung 2005 wurden Bonustracks hinzugefügt.

## Entstehungsgeschichte
Es war das letzte Album, das von der klassischen Besetzung der Band bis zu ihrer Wiedervereinigung 2005 aufgenommen wurde: Hugh Banton und David Jackson verließen die Band im Dezember 1976 bzw. im Januar 1977. Banton aufgrund finanzieller Probleme und seiner damals frisch geschlossenen Ehe, blieb aber, um seine Tournee-Verpflichtungen zu erfüllen. Jackson setzte die Proben mit Peter Hammill und Guy Evans fort, um im Januar 1977 mit der neuen Besetzung zu proben, zu der auch der zurückgekehrte Bassist Nic Potter und der neue Violinist Graham Smith, von der schottischen Folk-Rock-Band String Driven Thing, gehörten, verließ die Band aber kurz nach Beginn der Proben und vor der nächsten Tournee.

## Musikstil
World Record ist geprägt vom Zusammenspiel von Tasteninstrumenten und Saxophon, die gerade von den Musikern gespielt wurden, die die Band anschließend verließen. Mit dem stärkeren Einsatz der E-Gitarre ist das Album rockiger und Hammill setzt seine Stimme aggressiver ein als bei früheren Werken von Van der Graaf Generator.
Der Titel Meurglys III wird von Reggae-Rhythmen dominiert und enthält ein für die Band ungewöhnliches Gitarrensolo, mit denen offensichtlich versucht wurde sich dem wandelnden Musikgeschmack anzunähern. Zusammen mit When She Comes beschreiben beide Songs traumatische Erlebnisse aus Hammills Privatleben, bei denen er seine Gitarre, die er seinerzeit erst spielen lernte, als einzigen Freund sah. Meurglys (oder Murgleis) ist der Name des Schwertes des sagenhaften Ritters Ganelon aus dem hochmittelalterlichen Rolandslied-Epos, es ist ebenfalls Thema des Songs Roncevaux, der auf der 1982 erschienenen Kompilation Time Vaults. Gleichzeitig ist Meurglys der Name von Peter Hammills Gitarren: Meurglys I einer Hagström, Meurglys II einer pelzbezogenen Vox und Meurglys III seiner Guild M-75 Bluesbird.
Masks beginnt wie eine finstere Ballade, zieht im Tempo mit einsetzenden Gitarrenriff und Saxophonsolo merklich an, wohingegen das hauptsächlich von Banton geschriebene Wondering in einem eher hymnischen Stil gehalten ist.

## Titelliste
Alle Titel wurden von Peter Hammill geschrieben, außer wie angegeben.
| Nr. | Titel              | Länge |
| --- | ------------------ | ----- |
| 1.  | When She Comes     | 8:02  |
| 2.  | A Place to Survive | 10:05 |
| 3.  | Masks              | 7:01  |

| Nr. | Titel                                | Autor(en)       | Länge |
| --- | ------------------------------------ | --------------- | ----- |
| 4.  | Meurglys III, The Songwriter's Guild |                 | 20:50 |
| 5.  | Wondering                            | Banton, Hammill | 6:33  |

| Nr. | Titel          | Bemerkung                                                          | Länge |
| --- | -------------- | ------------------------------------------------------------------ | ----- |
| 6.  | When She Comes | Aufnahme für The John Peel Show von BBC Radio 1, 11. November 1976 | 8:13  |
| 7.  | Masks          | Aufnahme für The John Peel Show von BBC Radio 1, 11. November 1976 | 7:23  |

## Besetzung
- Peter Hammill – Gesang, Gitarre, Klavier
- David Jackson – Tenorsaxophon, Sopransaxophon, Flöte
- Hugh Banton – Hammond-Orgel, Basspedal, Mellotron
- Guy Evans – Schlagzeug, Perkussion, Zimbel

### Produktion
- Toningenieur – Pat Moran
- Audiomastering –  [The Cut] Arun
- Produktion – Van Der Graaf Generator
- Art Director – Frank Sansom
- Coverdesign – A.D. Design

## Rezeption
World Record wurde nach seiner Veröffentlichung verhalten aufgenommen und konnte die an die Band gerichteten Erwartungen der Kritiker nicht erfüllen.
Zwar wurde World Record von Rezensenten des Progressive-Rock-Musikportal Babyblaue Seiten rückblickend als schwächer als die Vorgängeralben beschrieben, dennoch erhielt es mit zweimal 10 und einmal 11/15 Punkten positive Bewertungen. Bemängelt wurden eine gewisse Inkonsistenz der beiden Schallplattenseiten und die missglückten Versuche der Band, sich dem sich wandelnden Geschmack des Musikmarktes in Richtung New Wave anzunähern. Als besonders störend empfindet Siggy Zielinski dort vor allem „das hörbar amateurhafte (elektrische) Gitarrenspiel“ Peter Hammills.
Auf dem englischsprachigen Portal Prog Archives wurde das Album von 901 Benutzern mit 3,83 Punkten bewertet, wobei 29 % der Nutzer die höchste Bewertung von fünf Punkten vergaben.